# Svarttjärnen (Ströms socken, Jämtland, 709361-150431)
Svarttjärnen är en sjö i Strömsunds kommun i Jämtland och ingår i Ångermanälvens huvudavrinningsområde.